# Pu toka
Le putoka ou pu est une conque marine issue d'un murex (Charonia tritonis) polynésien dans laquelle un trou est pratiqué pour y souffler. 
Cet instrument, répandu dans toutes les cultures de l'Océanie, sert à lancer des appels lointains, ou à convoquer la foule lors de fêtes ou cérémonies.